# Musée des Égouts de Paris
Das Musée des Égouts de Paris ist ein Museum der Stadt Paris. Es liegt im 7. Arrondissement unter dem Platz Habib-Bourguiba, gegenüber dem Quai d’Orsay 93. Die nächstgelegene Metro-Station ist Alma-Marceau auf der Linie 9, die nächstgelegene RER-Station ist die Gare du Pont de l’Alma der Linie C.

## Geschichte

### 1867–1906
Geführte Besuche der Kanalisation wurden erstmals anlässlich der Weltausstellung von 1867 angeboten. Sie sollten die Modernität der Hauptstadt zur Schau stellen und waren sehr gefragt. 
Zwischen Ostern und Oktober fanden die Führungen an zwei Mittwochen pro Monat statt. Sie starteten bei Châtelet und gingen über die Concorde bis zum Platz vor der Kirche Madeleine, vorbei an den Sammlern Sébastopol, Rivoli und Asnières.
Auf dem ersten Teilstück der Führung durften die Damen in einem Boot Platz nehmen, die Männer folgten zu Fuß. Auf dem zweiten Teilstück nahmen alle Besucher in einer Lore Platz, die von vier Kanalarbeitern gezogen wurde. Die Anfragen nahmen bald solche Ausmaße an, dass der Direktor der Wasserver- und -entsorgung, Eugène Belgrand, richtiggehende Züge organisieren musste. Die für die Reinigungsarbeiten bestimmten Loren boten sich dafür nicht an, weshalb er neun kleine Spezialwaggons mit Bänken für zehn Personen pro Wagen bauen ließ.

### 1906–1939
Mit dem Bau der ersten Metrolinie entwickelten sich die Kanalisationsführungen weiter; zwei Abschnitte wurden für Führungen angeboten, einmal über den Sammler Centre, einmal über die Sammler Petit-Champs und Sébastopol.
Die Führungen hatten eine didaktische Intention. Zahlreiche Schilder stellten die Absetzbecken und andere Elemente dar. Zwischen der Rue de Rivoli und dem Boulevard de Sébastopol wies man auf die nahe Metro hin, die die Kanalisation dort unterquerte.

### 1945–1975
Während des Zweiten Weltkriegs war die Kanalisation für Besuche geschlossen. Sie waren ein wichtiges Wegenetz unter der Stadt, einzelne Abschnitte wurden als Schutzräume eingerichtet, in anderen trafen sich Résistance-Kämpfer.
Von 1946 an war der Eingang für die wiederbegonnenen Führungen an der Place de la Concorde. Die Streckenführung nahm zum Teil die aus der Belle-Époque wieder auf. Nach einem kurzen Abstecher zum Sammler der Rue Royale wurden Besucher per Boot bis zur Madeleine gebracht. Die Führungen fanden nun donnerstags statt, im Mai und Juni nur zweimal im Monat, vom 1. Juli bis zum 15. Oktober jede Woche sowie zusätzlich am letzten Samstag jedes Monats.

### Seit 1975
Seit 1975 besteht ein richtiggehendes Museum, das die Geschichte der Kanalisation, der für sie eingesetzten Werkzeuge und Maschinen erzählt. Nicht mehr angeboten werden dagegen die Bootsfahrten.
Nach einer ersten Neueinrichtung 1989 hatte das Museum an die 95.000 Besucher im Jahr 2007, 80.000 Besucher im Jahr 2017. Die Zahlen gehen deutlich zurück, bis das Museum im Sommer 2018 für eine Generalüberholung geschlossen wird.
Die von dem Architekturbüro Frenak et Jullien geplante Renovierung kostete 2 Millionen Euro und umfasst einen behindertengerechten Zugang und eine neue Empfangshalle. Seit dem 23. Oktober 2021 ist das Museum wieder für den Besuch geöffnet.
Seit Oktober 2021 hat das Museum täglich außer montags von 10 bis 17 Uhr geöffnet (letzter Eintritt 16 Uhr). Bei Hochwasser steht das Museum unter Wasser und wird daher für den Besuch geschlossen, sobald das Niveau der Seine den Fuß des Zuave des Pont de l’Alma erreicht.
Ein Besuch dauert zwischen 45 und 60 Minuten. Besucht werden können rund 500 Meter der echten und in Gebrauch befindlichen Kanalisationstunnel (Pumpwerk Alma, Zusammenflussstelle und Sammler). Die mittlere Temperatur im Museum liegt bei 13 Grad, hohe Luftfeuchtigkeit und unangenehme Gerüche sind möglich.
Ziel des Museums ist die Vermittlung des Umgangs mit Abfällen und ein Verständnis dafür, dass die Kanalisation kein Mülleimer ist. Das Museum besteht aus mehreren Räumen.

## Museumsräume

### Eingangshalle
Der Neubau beherbergt Kasse und Shop, Treppen und Aufzug, Besuchertoilette und Schließfächer.

### Galerie Hugues Aubriot
Der erste Raum ist nach Hugues Aubriot, dem Vorsteher der Pariser Kaufmannschaft im Jahr 1370 benannt, dem Initiator des ersten Kanalisationsgewölbes von Paris in der Rue Montmartre.
Unter dem Platz Bourguiba und entlang dem Quai d’Orsay und der Seine gelegen, führt das Museum in das Kanalisationsnetz von Paris ein, ein an der Schwerkraft ausgerichtetes Mischsystem-Netz, das besichtigt werden kann, und zeigt dieses Netz in seiner Alltagsfunktion. Es zeichnet zugleich die Geschichte der Stadthygiene nach, ohne die ökologischen Herausforderungen von früher und heute zu verschleiern. 
Die Galerie Hugues Aubriot wird durch einen Raum verlängert, der Ausstattung, Gefahren und Aufgabe der Kanalarbeiter zeigt, bevor sich die Galerie Brunesseau anschließt.

### Galerie Pierre-Emmanuel Bruneseau
Der Tunnel Pierre-Emmanuel Bruneseau ist nach dem inspecteur des travaux der Stadt Paris benannt, der Service des Égouts de Paris aufgebaut, die Kartierung des Kanalnetzes angestoßen und die ersten Reinigungstechniken eingeführt hat.
Dieser Tunnel liegt unter der Avenue Bosquet und wird von einem Kanal durchquert, über dem verschiedene historische Reinigungsutensilien gezeigt werden.

### Gewölbe Alma
Diese Verlängerung der Galerie Brunesseau in Richtung des Pont de l’Alma ist dem Industriebauwerk gewidmet, in dem sich das Museum befindet. Sie zeigt das Pumpwerk und die Funktionsweise dieses Knotenpunktes der Abwasserreinigung, die von der SIAAP betrieben wird.

### Sammler Bosquet
Dieser Sammler, benannt nach der Avenue benannt, unter der er sich befindet, ist der Verbindungspunkt der Abwässer des 6. und 15. Arrondissements. Er liegt vor dem Becken der Galerie Belgrand.

### Galerie Eugène Belgrand

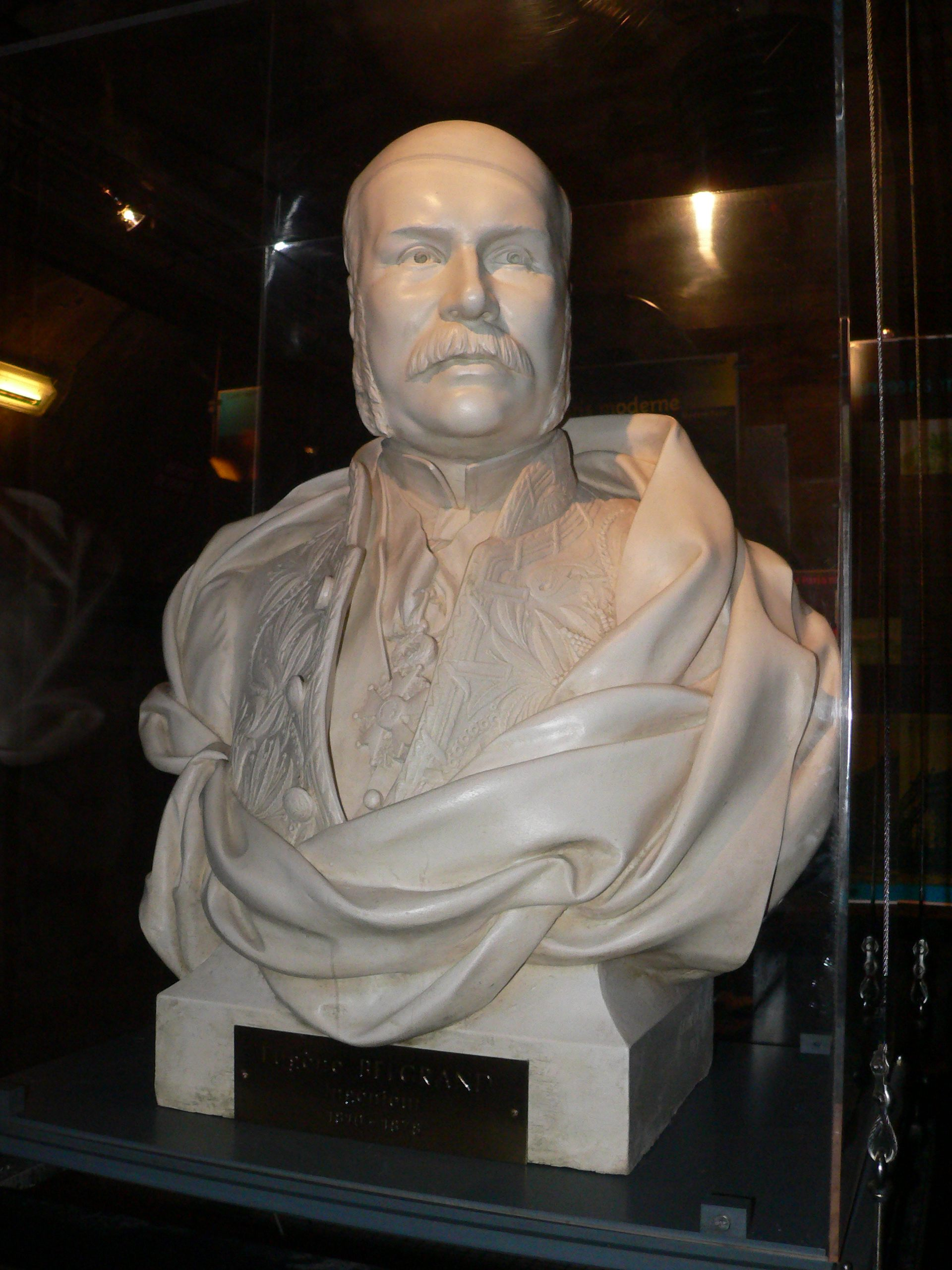
Büste von Eugène Belgrand.

Der Tunnel ist nach dem Ingenieur Eugène Belgrand benannt, der Stellvertreter von Hausmann und Direktor der Wasserver- und -entsorgung war. Er war in der Zeit des Second Empire und der Dritten Republik mit der Beschaffung hinsichtlich einer Verbesserung der Stadthygiene betraut.
In dem Tunnel werden verschiedene Reinigungswerkzeuge des Kanalnetzes gezeigt. Hierzu gehören beispielsweise verschiedene Reinigungskugeln, wie sie bis in die 2000er Jahre benutzt wurden.

### Galerie Adolphe Mille
Der Tunnel ist nach dem Förderer einer landwirtschaftlichen Nutzung der Abwasserreinigung, Adolphe Mille, benannt. Er setzte sich insbesondere für die Düngung der Gemüsekulturen mit dem aus der Abwasserreinigung gewonnenen Dünger der Pariser Kanalisation ein.
Der Tunnel zeigt die Instrumente der Regulierung und Lenkung der Kanalisation des Großraums Paris sowie die Kontrolle der Wasserqualität und der Behandlung des Wassers.

## Bildergalerie

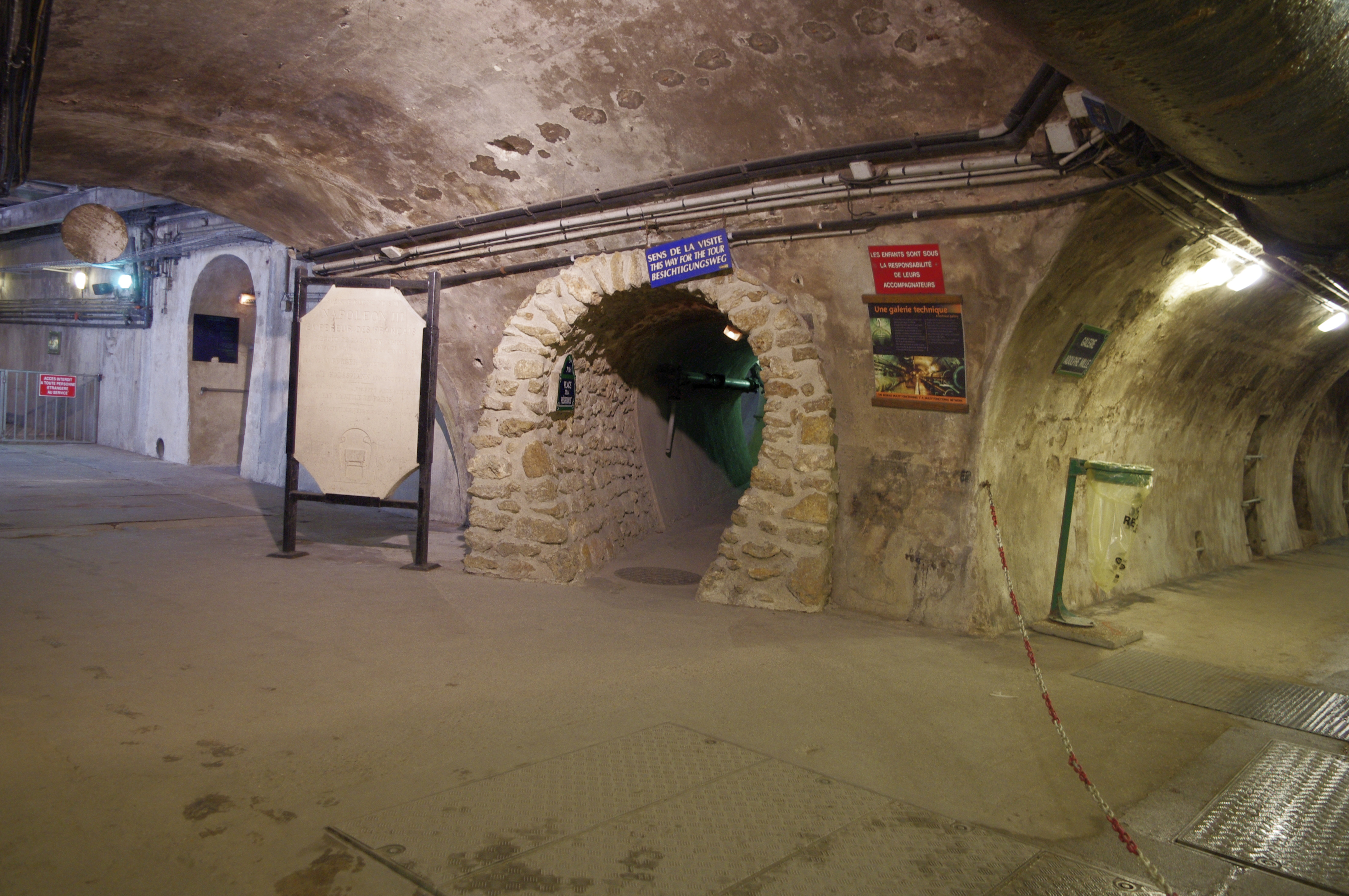
Ausstellungsbeginn.
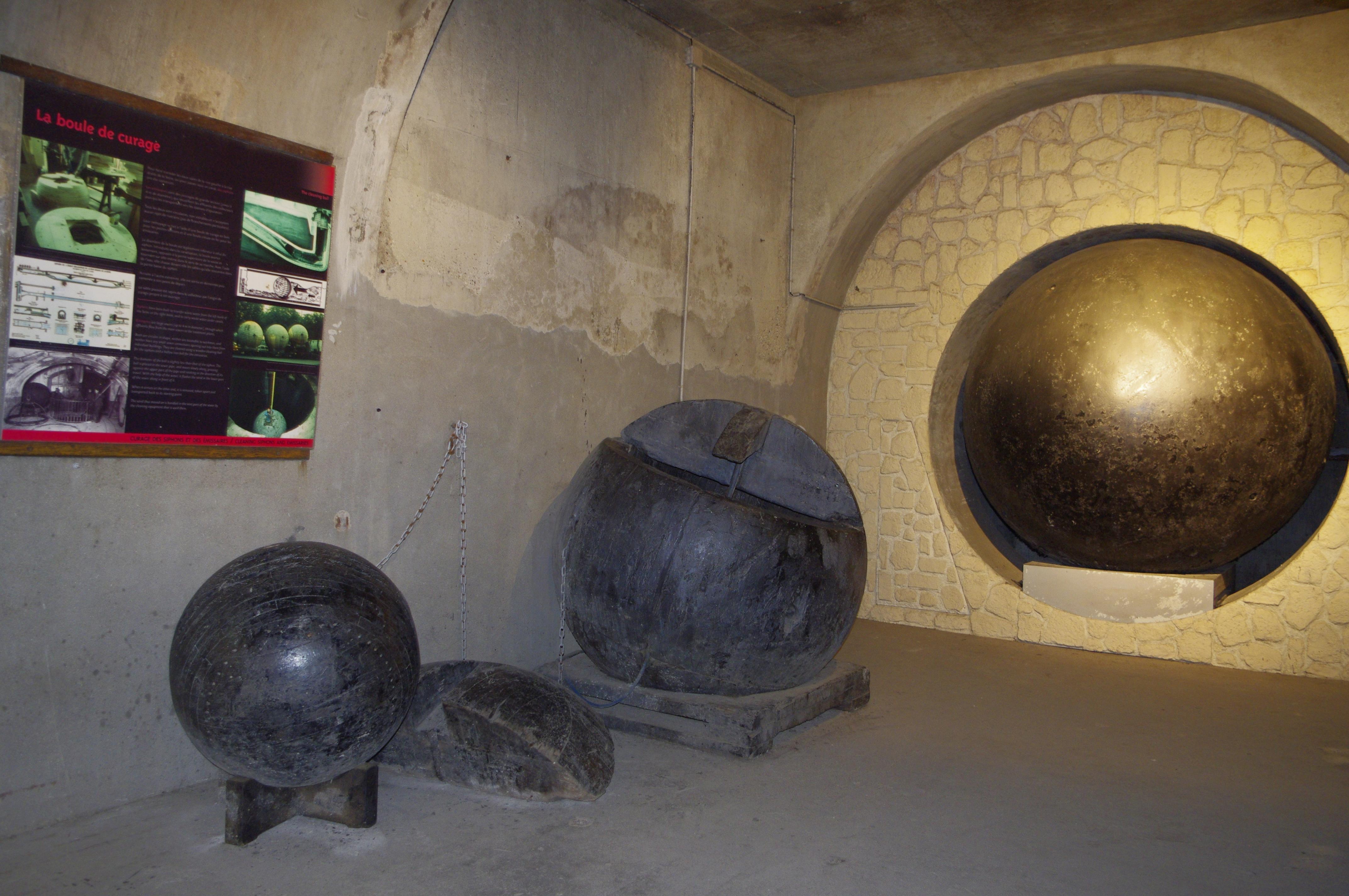
Reinigungskugeln.
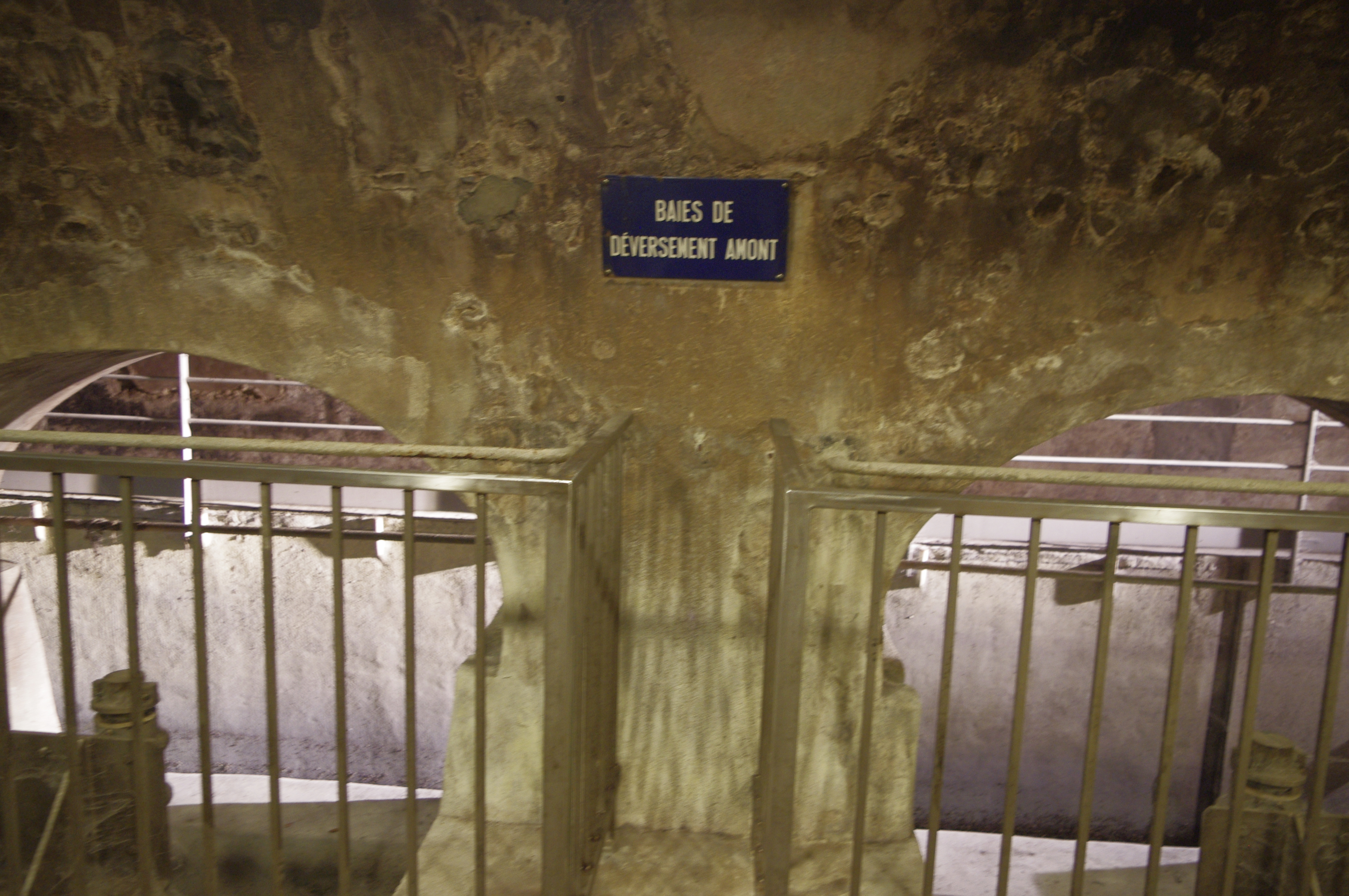
Baies de déversement.
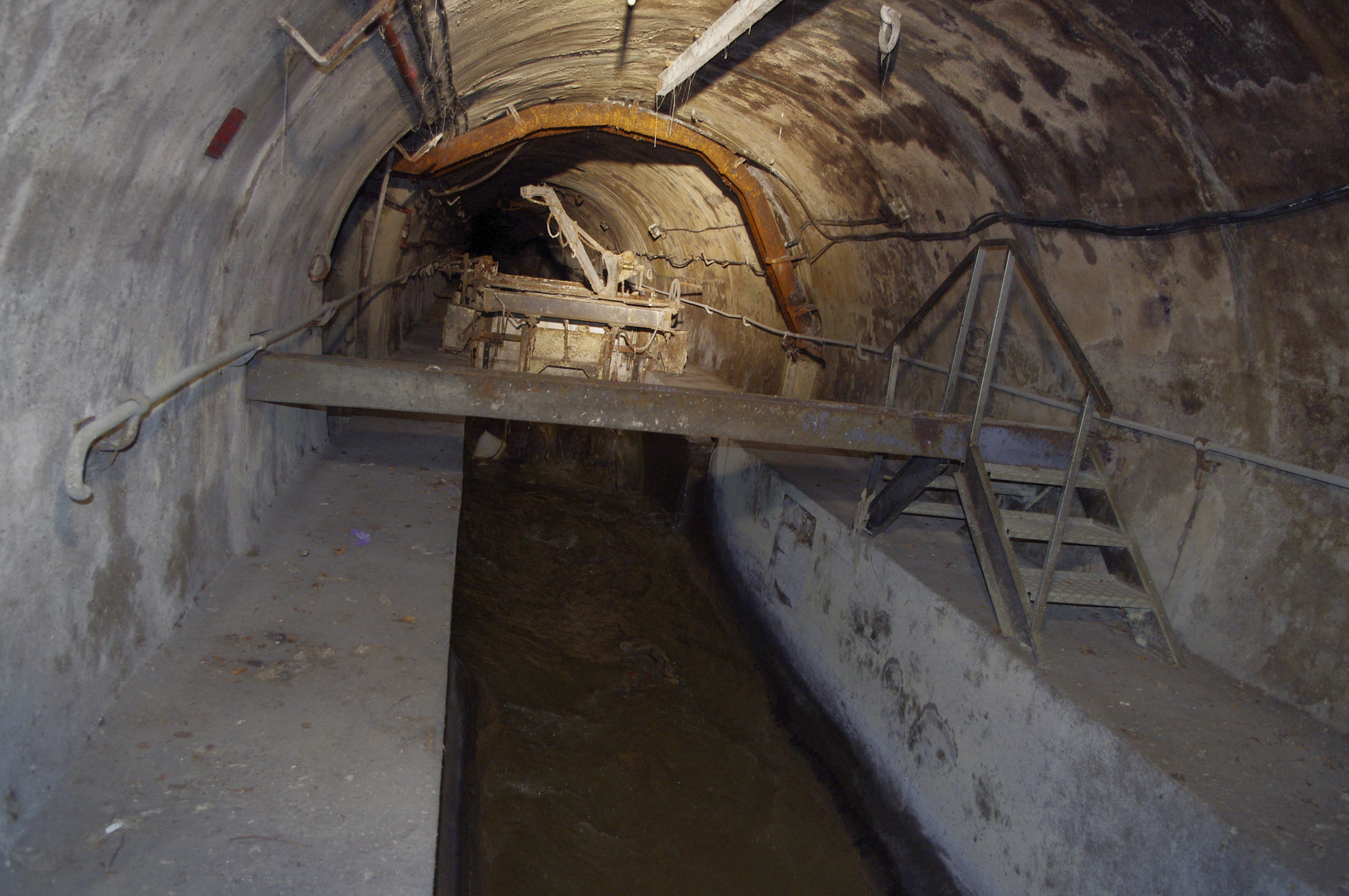
Waggon.
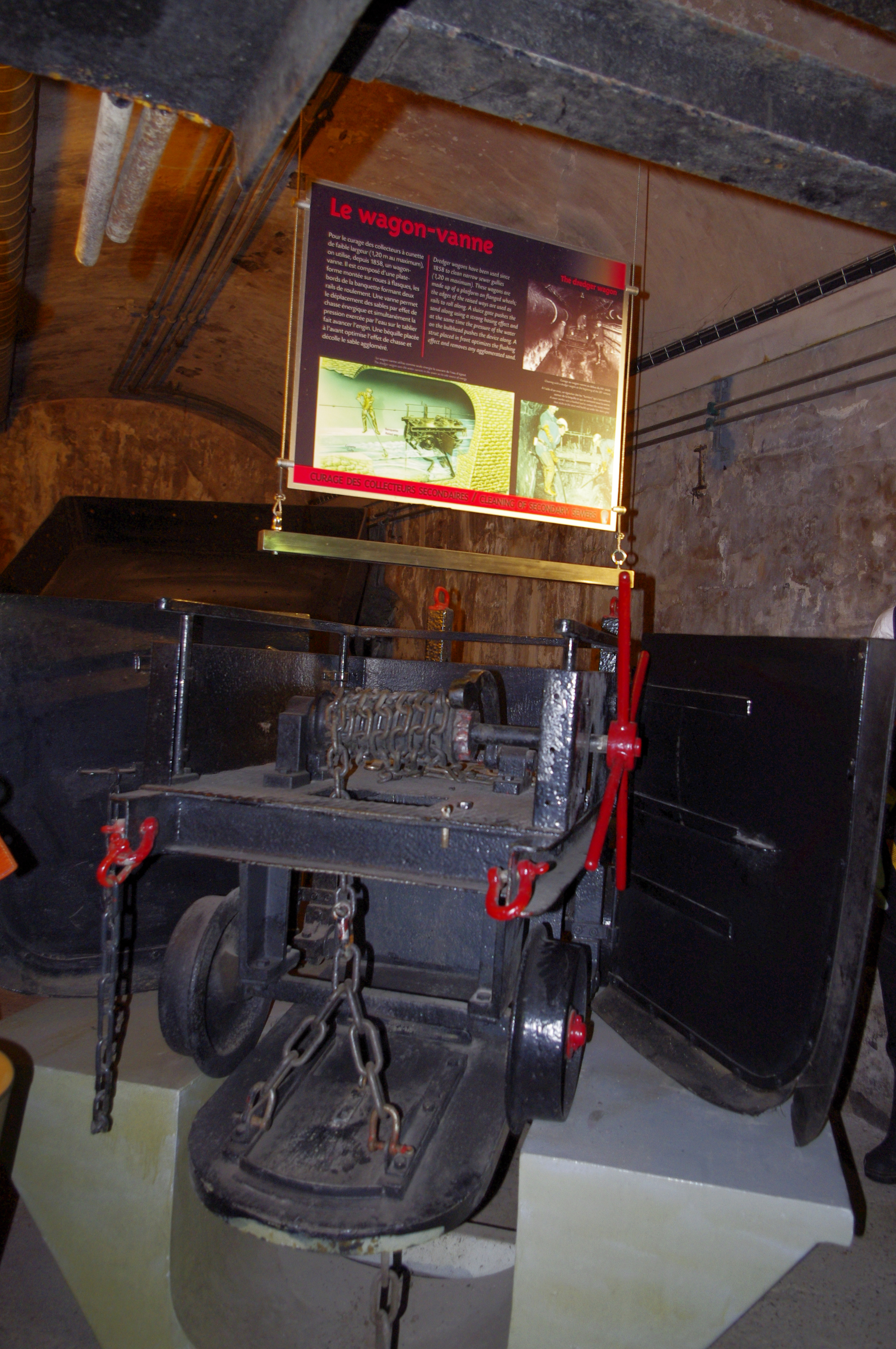
Schieber-Lore.
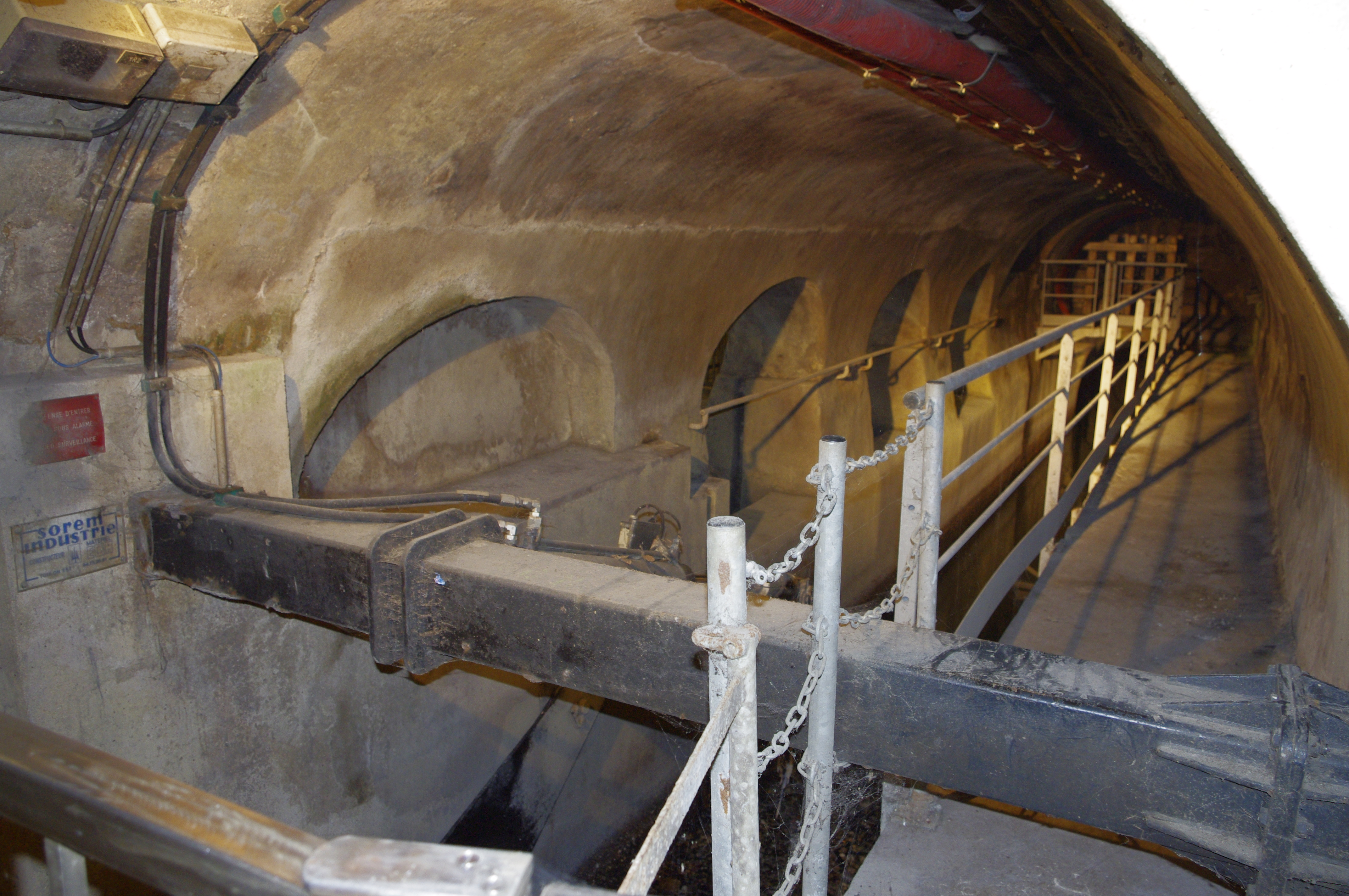
Überlaufbecken Alma.
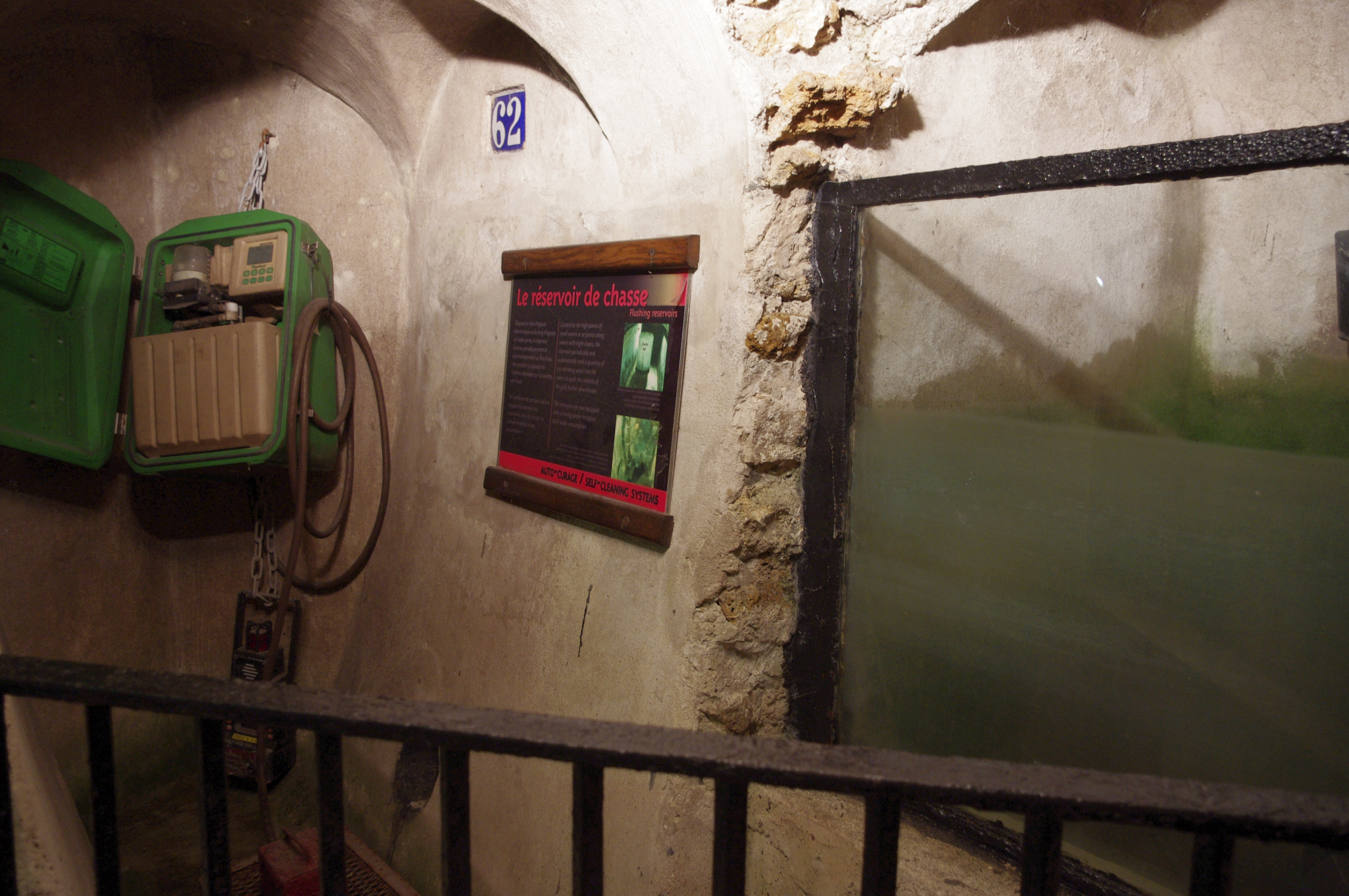
Spülkasten.
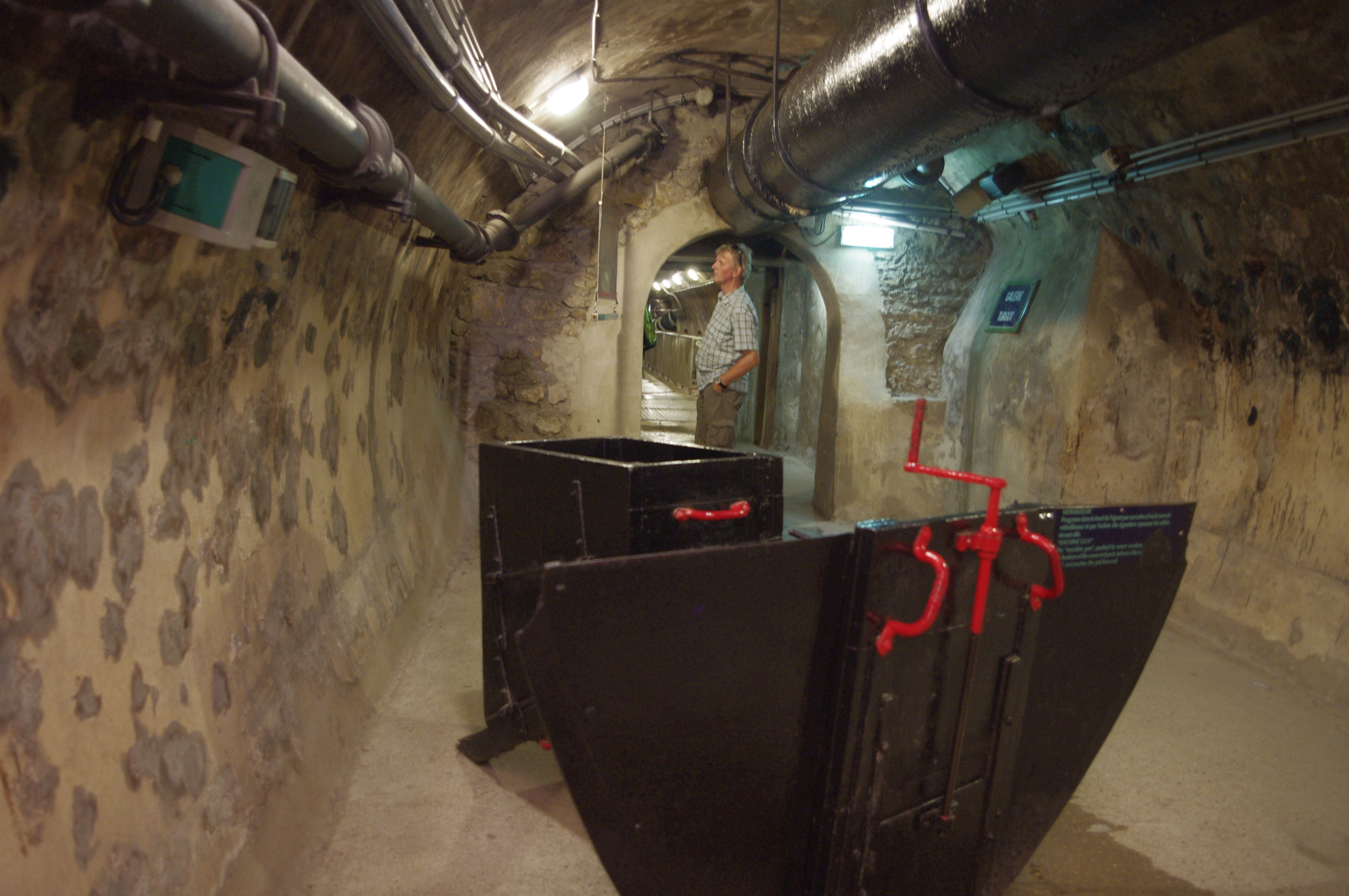
Reinigungsschieber KP.
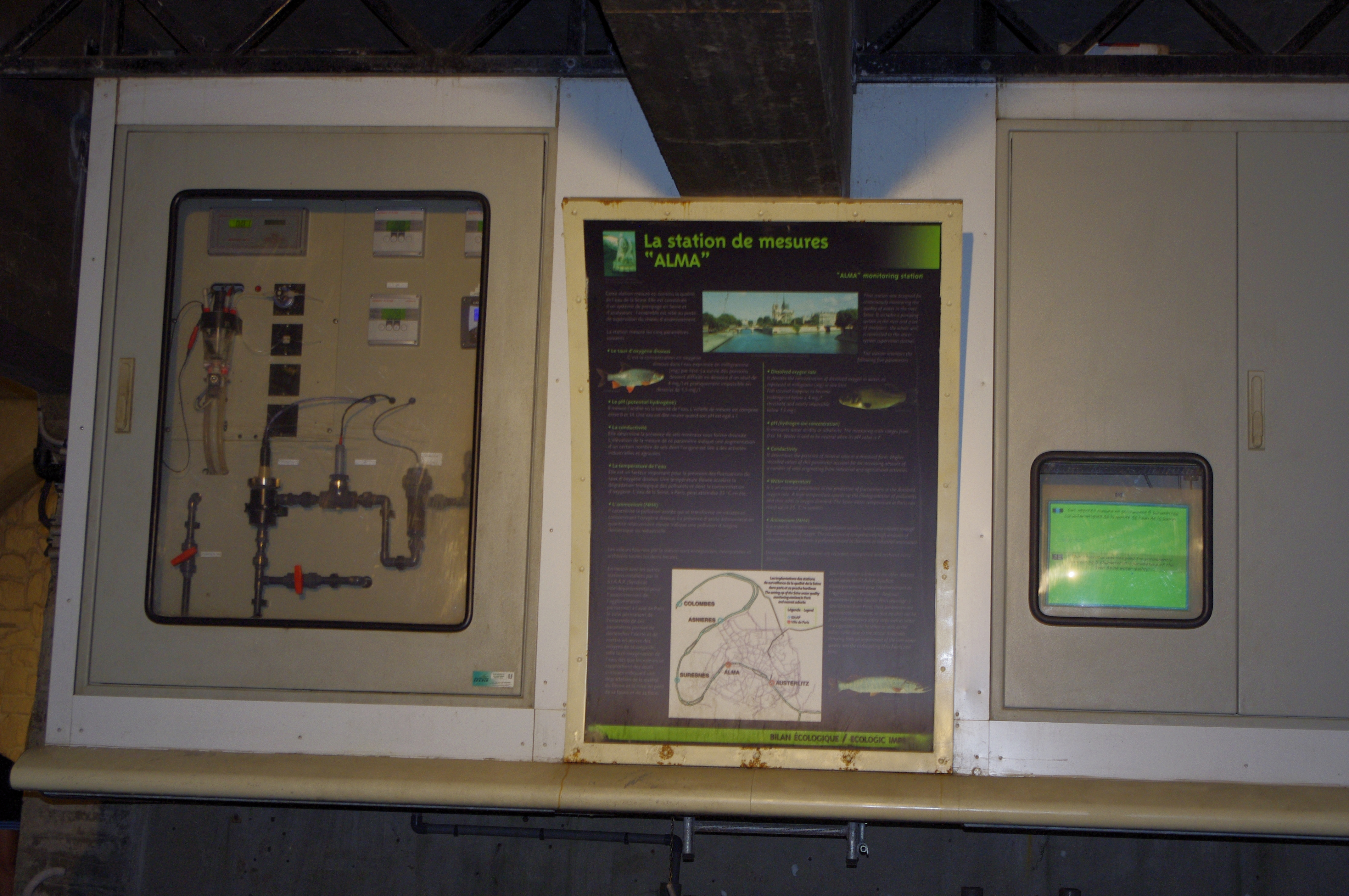
Messstation Alma.
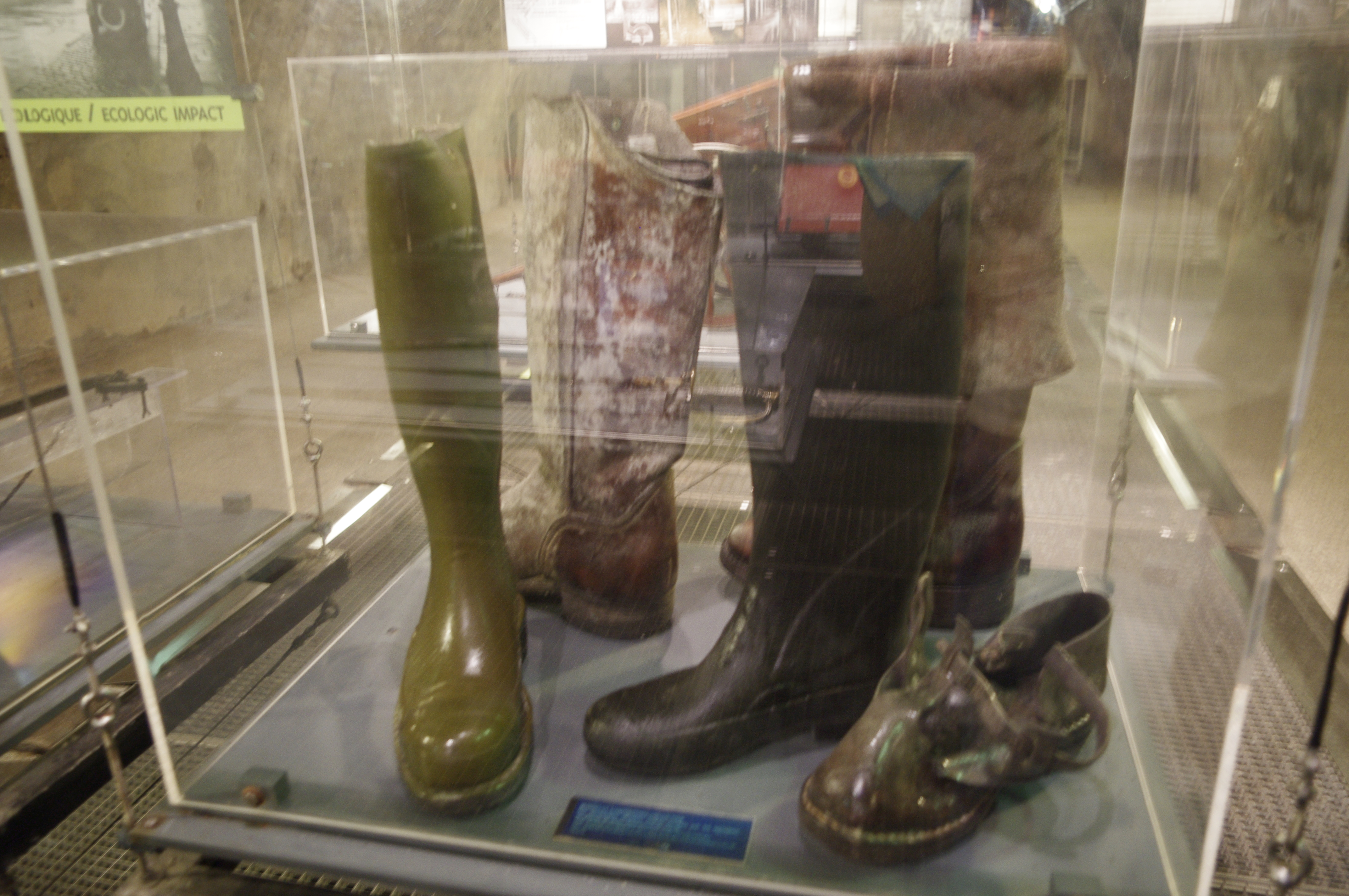
Stiefel.